# 繰延資産
繰延資産（くりのべしさん、deferred assets）は、会計学用語で資産のひとつ。会計上、本来は費用に分類されるものでも、その効果が将来にわたってあらわれることから一時的に資産として認められるものがあり、これを「繰延資産」と称している。
支払った費用のうち将来にわたって企業に利益をもたらすと考えられるものが繰延資産であり、収益との対応関係から次期以降にわたって繰延べ経理された資産の種類の一つである。貨幣性資産ではなく費用性資産であるため、換金価値を持たない。貸借対照表上、流動資産や固定資産とは区分して掲記される。

## 定義
繰延資産とは、将来の期間に影響する特定の費用として、すでに代価の支払が完了し又は支払義務が確定し、これに対応する役務の提供を受けたにもかかわらず、その効果が将来にわたって発現するものと期待される費用をいう。（企業会計原則注解・注15）
これらの費用は、次期以後の期間に配分して処理するため、経過的に貸借対照表の資産の部に記載することができるとされている。（企業会計原則 3-1-D）。
一方、前払費用も繰延べ経理された資産の一種であるが、前払費用が支出に対応する用益の提供を未だ受けていないのに対して、繰延資産は既に用益の提供を受けていることで両者は相違する。また、同じ「繰延」の文字が入る資産として繰延税金資産があるが、繰延税金資産は将来の税額減少という形で換金される貨幣性資産あり、換金性のない繰延資産と相違する。

## 現行法上の取り扱い
2005年（平成17年）の商法改正にともない、繰延資産は会社法で扱われることになったが、繰延資産の限定列挙が廃止され、計上については会計慣行に委ねられることとなった。（会社計算規則 第106条第3項第5号）
そこで、企業会計基準委員会は2006年8月11日に、「繰延資産の会計処理に関する当面の取扱い」を公表し、株式交付費、社債発行費等（新株予約権発行費を含む）、創立費、開業費、開発費の5つを繰延資産と定めた。
旧商法の研究費、社債発行差金、建設利息は繰延資産から廃止され、新株発行費は株式交付費とされた。以下は新会社法上で繰延資産とされるものの費目である。
| 種類       | 内容                                                             | 償却期間         | 英文                                                   |
| ---------- | ---------------------------------------------------------------- | ---------------- | ------------------------------------------------------ |
| 創立費     | 設立登記までに要した費用。発起人への報酬、設立登記の登録免許税等 | 5年              | inaugural expenses/promotion expense                   |
| 開業費     | 設立登記後営業開始までに要した費用                               | 5年              | business commencement expense/initial cost of business |
| 開発費     | 新技術、新資源の開発、新市場の開拓に要した費用                   | 5年              | research and development expenditures                  |
| 株式交付費 | 会社設立後、新たに株式を発行するために要した費用                 | 3年              | share issuing expense                                  |
| 社債発行費 | 社債発行に要した費用                                             | 社債の償還期限内 | bond expense/bond issue cost                           |

### 旧商法上の取り扱い
商法施行規則は、繰延資産を、創立費、開業費、研究費、開発費、新株発行費、社債発行費、社債発行差金、建設利息の8つに限定しており、その計上も任意とし（資産計上してもよいし、支出した期に全額を費用として処理してもよい）、さらに、資産計上したときは、比較的短期間（最長で5年。社債発行差金を除く）での期割償却を要請していた。（商法施行規則第35条～第41条。企業会計原則でも、これに対応する8つの繰延資産が列挙されている。3-4-(1)-C）
これは、商法が債権者保護のための静態論的会計思考に基づいているからであり、同思考からは、資産は財産性、すなわち換金性をもっていることが要請されるからである。つまり、債権者を保護するためには、貸借対照表において、企業の債務弁済力の表示が必要となるため、財産性のない資産（換金不能の資産）を貸借対照表へ計上することは同法の立場からは本来認められないということである。
しかし、今日の会計思考が動態論的思考へと変化していることとのバランスから、同法においても、繰延資産の計上を条件付きで容認したのである。

## 税法上の取り扱い
税法上の繰延資産は、会社又は個人事業主が支出する費用でその支出の効果が1年以上におよぶもの（資産の取得価額や前払費用を除く）をいい、会計上の繰延資産と税法独自の繰延資産（税務上の繰延資産）に大別される。
会計上の繰延資産は上表のとおり、創立費、開業費、開発費、株式交付費、社債発行費等の5つであり、上表とは異なり任意償却できる。税法で繰延資産計上できなくなった開発費があるなどするため、実務的には税法上の繰延資産に従う場合が多いとみられる。
税務上の繰延資産は、公共的施設等の負担金、資産を貸借するための権利金等、役務提供の権利金等、広告宣伝用資産の贈与費用、自己が便益を受けるための費用などがあり、会社法では取扱いがない。一時の費用にするのではなく、税法で定める償却期間を基に毎期償却していくが、例外的に20万円未満のものは支出時の費用に計上することができる。